# Lisa Herman
Lisa Herman (1954) è una musicista e cantante statunitense.
A parte la nazionalità, non si sa altro della sua biografia. Principalmente è nota per aver preso parte all'album del 1977 Kew. Rhone. del bassista gallese John Greaves (ex-membro del gruppo avant-rock Henry Cow) ed il chitarrista statunitense Peter Blegvad (degli Slapp Happy), insieme ai quali è accreditata in copertina come artista principale (sebbene in realtà così non risulti nel catalogo della Virgin, l'etichetta discografica che lo pubblicò), e per aver dato vita al progetto pop-rock Longhouse, apprezzato dalla critica ma che durò solo un anno (1988), realizzando l'album di debutto omonimo prodotto da Anton Fier, ex-batterista dei Pere Ubu.
Sempre assieme a Greaves e Blegvad, entrò a far parte della band The Lodge, che di fatto costituì il prolungamento dell'esperienza vissuta con Kew. Rhone.. Partecipò, in veste di corista, anche alla registrazione della colonna sonora del film del 1980 di Alan Parker Saranno famosi.

## Discografia

### Solista
- 1977 – John Greaves/Peter Blegvad/Lisa Herman – Kew. Rhone.
- 1985 – Artisti Vari – The Wrestling Album (cori)
- 1987 – Victoria Williams – Happy Come Home (voce e cori)
- 1987 – Chris Stamey – It's Alright (armonie vocali e cori)
- 1988 – The Lodge – Smell of a Friend (voce, pianoforte nel brano Swelling Valley)
- 1988 – Longhouse (con il nome Longhouse)

### Collaborazioni
- 1980 – Artisti Vari – Fame - Original Soundtrack From The Motion Picture (cori nei brani Hot Lunch Jam di Irene Cara e I Sing The Body Electric di Laura Dean, Irene Cara, Paul McCrane, Traci Parnell e Eric Brockington)
- 1981 – Kip Hanrahan – Coup De Tête (voce nei brani This Night Comes Out Of Both Of Us, A Lover Divides Time (To Hear How It Sounds) e Shadow To Shadow)
- 1983 – Michael Zentner – Present Time (voce nei brani The Search, The Jonestown Shuffle, Chapter VII e The Case Of The Stolen Riff)
- 1984 – Ēbn-Ōzn – Feeling Cavalier (cori nei brani I Want Cash e Rockin' Robin)
- 1986 – The Golden Palominos – Blast Of Silence (Axed My Baby For A Nickel) (pianoforte nei brani I've Been The One e Brides Of Jesus)
- 1992 – Mark Johnson – 12 In A Room (cori nel brano Love Radiates Around)